# Joseph de La Martinière
Joseph Machet de La Martinière, né le 14 décembre 1908 à Angoulême et mort le 2 novembre 2003 à Saint-Benoît-la-Forêt, est un prêtre français. À la suite de sa déportation pour fait de résistance pendant la Seconde Guerre mondiale, il est devenu un véritable historien de la déportation.

## Origines
Appartenant à une ancienne famille bourgeoise du Poitou, dont les ancêtres étaient fermiers généraux de l'abbaye de Charroux, son père Jules, diplômé de l’École nationale des chartes, est directeur des Archives départementales de la Charente.
Il est le cousin de Dominique de La Martinière, inspecteur général des finances, ancien directeur général des impôts et président de sociétés, et l’oncle de Hervé de La Martinière, éditeur, fondateur de La Martinière Groupe ainsi que de Gérard de La Martinière, également inspecteur général des finances, ancien directeur général d'AXA et président la Fédération française des assurances.

## Biographie
Ordonné prêtre en 1932, l'abbé Joseph de La Martinière est nommé en 1940 vicaire à Gien. En février 1941, il rejoint le Réseau Hector. Bientôt, en raison de son influence sur les mouvements de jeunes de sa paroisse, il est soupçonné d’avoir aidé à des évasions et au passage de la ligne de démarcation. Il est arrêté à Gien le 12 mai 1942 sur dénonciation et interné à la prison d’Orléans, puis au secret à Fresnes.
Il est ensuite déporté par le convoi du 10 juillet 1942en Allemagne, en application du décret et de la procédure Nacht und Nebel visant les détenus « coupables » d’être hostiles envers le Reich, « jugés » en Allemagne par des tribunaux spéciaux de sorte que leur famille et les autorités de leur pays soient tenues dans une complète ignorance du sort qui leur est réservé, vivants ou morts (d’où l’expression « Nuit et brouillard » choisie par Hitler en personne).
Arrivé au Camp de concentration de Hinzert, en juillet, par l'un des premiers convois relevant de cette catégorie de déportés, il effectue un long périple qui le conduit dans les prisons « NN » de Wittlich et, en Silésie, de Breslau (Wrocław) et Schweidnitz (Świdnica), pour aboutir enfin au Camp de concentration de Dachau où, étant libéré le 9 août 1945, il choisit, comme Edmond Michelet, le père Jacques Sommet et quelques autres, de demeurer sur place pendant plusieurs semaines pour venir en aide aux malades atteints par l’épidémie de typhus.
Après son retour de déportation, Joseph de La Martinière reprend un ministère paroissial, d’abord quelque temps dans le Loiret, dans le Var, puis dans le diocèse de Tours au début des années 1980, où il prendra sa retraite. En 1952, il avait fait profession au sein de l'Institut du Prado, marquant ainsi son engagement au service des personnes les plus pauvres et éloignées de l’Église catholique.
Parallèlement, il milite au sein de la Fédération nationale des déportés et internés résistants et patriotes et entretient une inlassable correspondance avec d’innombrables anciens compagnons de déportation, de tous milieux et de toutes appartenances, auprès desquels il incarnait une présence évangélique unanimement respectée. Il consacre aussi une grande partie de son temps à la recherche historique sur la déportation « NN » et sur les  mécanismes qui avaient pu rendre celle-ci possible, publiant plusieurs ouvrages, dont Nuit et brouillard à Hinzert,.
Ces travaux de pionnier le conduisent à consulter nombre d'archives en France et en Europe, et constituent aujourd’hui une référence incontournable dans l'étude de cet aspect de la dernière guerre. Il a largement contribué à établir les listes nominatives de près de 7 000 déportés « NN », s’appliquant à reconstituer, pour chacun, le sort qui a été le sien, les convois dont il fit partie et les dates de ses périples. Il a déposé l'ensemble de ses archives au Musée de la Résistance et de la Déportation de Besançon, auquel il a également confié les œuvres du prêtre, peintre et sculpteur Jean Daligault, tué en déportation.
Enfin, il a voulu également, en écrivant à l’intention de ses neveux et amis, le récit de sa déportation « faire mémoire », afin « d’éclairer la marche du présent et de l’avenir ».

## Publications
- Le décret et la procédure Nacht und Nebel (Nuit et brouillard), collection : Les N.N. [Nacht und Nebel], Azay-le-Rideau, J. de La Martinière, 1981
- Nuit et brouillard à Hinzert : les déportés N.N. en camp spécial S.S., collection : Les N.N. [Nacht und Nebel], préface de Jacques Delarue, Azay-le-Rideau, J. de La Martinière, 1984
- Le décret et la procédure Nacht und Nebel (Nuit et brouillard), 2e édition, Paris, FNDIRP, 1989
- Mon témoignage de déporté NN/ Joseph de La Martinière, Lignières de Touraine, J. de La Martinière, puis B. Le Fournier, [ca 1992]
- La procédure nuit et brouillard : nomenclature des déportés NN : matériaux pour l'histoire des prisons et des camps, des tribunaux, Lignières-de-Touraine, J. de la Martinière, 1996
- Les déportés NN, 01, 1ère liste, 2500 noms (à suivre), Lignières de Touraine, J. de La Martinière, 1996
- La procédure nuit et brouillard. Tome II, 2e liste alphabétique, procédures militaires en Allemagne, femmes françaises déportées NN : nomenclature des déportés NN : matériaux pour l'histoire des prisons et des camps, des tribunaux, Lignières-de-Touraine, J. de La Martinière, DL 1997
- La procédure nuit et brouillard. Tome III, 3e liste alphabétique, Natzweiler, Nord-Pas-de-Calais : nomenclature des déportés NN : matériaux pour l'histoire des prisons et des camps, des tribunaux, Lignières-de-Touraine, J. de La Martinière, DL 1997

## Décorations
- Officier de la Légion d'honneur (26 février 1967)
- Croix de guerre 1939-1945 avec étoile de vermeil (13 février 1946)
- Croix du combattant volontaire de la Résistance (16 octobre 1959)
- Médaille de la déportation pour faits de Résistance
- Insigne des blessés militaires
- Médaille d'honneur des épidémies (14 janvier 1947)